# Hippolyte François Jaubert
Greve Hippolyte François Jaubert, född 28 oktober 1798 i Paris, död 5 december 1874 i Montpellier, var en fransk botaniker och politiker.
Auktorsnamnet Jaub. kan användas för Hippolyte François Jaubert i samband med ett vetenskapligt namn inom botaniken; se Wikipediaartiklar som länkar till auktorsnamnet.